# Microrganismi marini

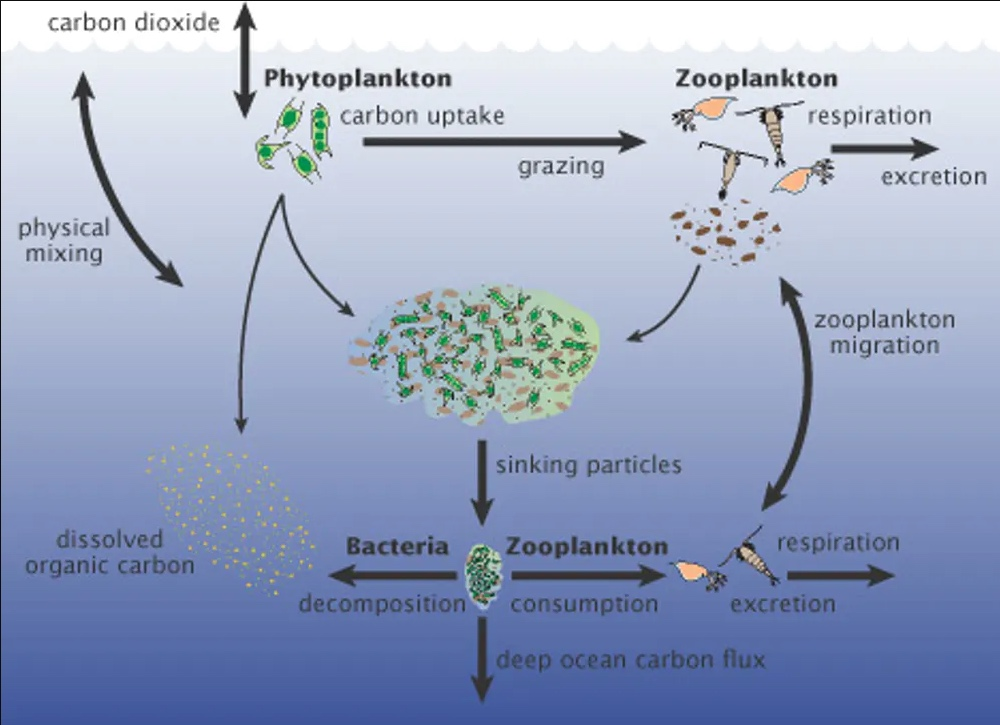
Ruolo della comunità microbica nel ciclo del carbonio marino

I microrganismi marini sono definiti dal loro habitat come microrganismi che vivono in un ambiente marino, cioè nell'acqua salata di un mare o oceano o nell'acqua salmastra di un estuario costiero. 
Un microrganismo (o microbo ) è qualsiasi organismo vivente microscopico o virus, che è troppo piccolo per essere visto a occhio nudo senza ingrandimento. I microrganismi sono molto diversi e possono essere unicellulari o multicellulari ed includere batteri, archaea, i virus e la maggior parte dei protozoi, nonché alcuni funghi, alghe e animali, come rotiferi e copepodi.
Molti animali e piante macroscopici hanno stadi giovanili microscopici. Alcuni microbiologi classificano anche entità biologicamente attive come virus e viroidi come microrganismi, ma altri le considerano non viventi.
I microrganismi marini sono stati variamente stimati per costituire circa il 70%, o anche il 90%, della biomassa nell'oceano . Presi insieme formano il microbioma marino . Nel corso di miliardi di anni questo microbioma ha evoluto molti stili di vita e adattamenti ed è arrivato a partecipare al ciclo globale di quasi tutti gli elementi chimici.
I microrganismi sono fondamentali per il riciclaggio dei nutrienti negli ecosistemi poiché agiscono come decompositori . Sono anche responsabili di quasi tutta la fotosintesi che si verifica nell'oceano, nonché del ciclo di carbonio, azoto, fosforo e altri nutrienti e oligoelementi. Infatti, i microrganismi marini sequestrano grandi quantità di carbonio e producono gran parte dell'ossigeno mondiale.
Una piccola percentuale di microrganismi marini è patogeno, causando malattie e persino la morte nelle piante e negli animali marini. Tuttavia, i microrganismi marini riciclano i principali elementi chimici, producendo e consumando circa la metà di tutta la materia organica generata sul pianeta ogni anno. In quanto abitanti del più vasto ambiente della Terra, i sistemi microbici marini guidano i cambiamenti in ogni sistema globale.
Nel luglio 2016, scienziati hanno riferito di aver identificato una serie di 355 geni dell'ultimo antenato comune universale (LUCA) di tutta la vita sul pianeta, compresi i microrganismi marini.
Nonostante la sua diversità, la vita microscopica negli oceani è ancora poco conosciuta. Un esempio è il ruolo dei virus negli ecosistemi marini, ruolo che è stato a malapena esplorato anche all'inizio del XXI secolo